# Vinearia endoumensis
Vinearia endoumensis är en ringmaskart som först beskrevs av Zibrowius 1968.  Vinearia endoumensis ingår i släktet Vinearia och familjen Serpulidae. Arten har ej påträffats i Sverige. Inga underarter finns listade i Catalogue of Life.